# Dichillus skopini
Dichillus skopini là một loài bọ cánh cứng trong họ Tenebrionidae. Loài này được Medvedev miêu tả khoa học đầu tiên năm 1995.